# Батерст, Уильям, 5-й граф Батерст
Уильям Леннокс Батерст, 5-й граф Батерст (англ. William Lennox Bathurst, 5th Earl Bathurst; 14 февраля 1791 — 24 февраля 1878) — британский пэр и консервативный политик. Он был известен как Достопочтенный Уильям Батерст с 1794 по 1866 год.

## Биография
Родился 14 февраля 1791 года. Второй сын Генри Батерста, 3-го графа Батерста (1762—1834), и его жены леди Джорджины (урождённой Леннокс) (1765—1841). Он получил образование в колледже Крайст-черч в Оксфорде, где получил степень бакалавра искусств в 1812 году и степень магистра искусств в 1817 году.
Уильям Батерс заседал в Палате общин Великобритании от Уибли с 1812 по 1816 год. В 1821 году его призвали в коллегию адвокатов Линкольнс-Инн и получил право заниматься адвокатской практикой. Занимал должности заместителя кассира казначейства в 1816—1830 годах, комиссара по снабжению продовольствием Королевского флота с 1825 по 1829 год, секретаря Министерства торговли с 1830 по 1847 год и секретаря Тайного совета с 1830 по 1860 год.
25 мая 1866 года после смерти своего старшего брата Генри Батерста, 4-го графа Батерста (1790—1866), не имевшего детей, 75-летний Уильям Батерст унаследовал титулы 5-го графа Батерста, 5-го барона Батерста и 4-го лорда Эпсли, став членом Палаты лордов.
В июне 1870 года он получил степень доктора гражданского права Оксфордского университета.
Лорд Батерст скончался в феврале 1878 года в возрасте восьмидесяти семи лет. Он никогда не был женат, и его титулы наследовал его племянник Аллен.